# Focke-Wulf Ta 183
Le Focke-Wulf Ta 183 Huckebein est un prototype de chasseur-intercepteur à réaction allemand développé entre 1942 et 1945. Il n'a jamais volé pendant la Seconde Guerre mondiale, mais il a inspiré de nombreux chasseurs de l'après-guerre. Le chasseur argentin IAe Pulqui II a ainsi été également conçu par Kurt Tank et constitue l'aboutissement du projet Huckebein.

## Un avion pour les nazis
Fin 1942, Hans Multhopp (en), ingénieur de chez Focke-Wulf imagina ce qui au départ était une étude aérodynamique pour un chasseur à réaction. Le point d’orgue de cette réflexion culmina avec le projet « Huckebein » (c’est le nom d’un corbeau de dessin animé qui passe son temps a ennuyer ses voisins), aussi connue comme le Projet V (parfois Projet VI selon les sources). Il est connu comme Projet II au sein de Focke-Wulf, puis sous l’appellation RLM Ta-183.
Le 27 et 28 février 1945, une conférence dans le but de construire  un chasseur d’urgence fut tenue par l’OKL (Haut commandement de la Luftwaffe). Le Ta 183 fut choisi pour le développement et la production'. Il semble qu'il était appelé à remplacer progressivement tous les chasseurs de la Luftwaffe, y compris les Messerschmitt 262 Schwalbe et Heinkel He 162 Volksjäger'.
Le nom de l’appareil « Ta 183 » et non « Fw 183 » est lié au nom de l’ingénieur principal de Focke Wulf : Kurt Tank. Il semble que ce talentueux créateur ait obtenu au début de l’année 1945 l’autorisation de donner son nom à tous les nouveaux appareils développés par ses équipes. C’est pourquoi par exemple le successeur du Focke-Wulf Fw 190 a pris la désignation de Focke-Wulf Ta 152'.
Il y eut 16 prototypes. Les Ta-183 V1 à V3 furent propulsés par des turboréacteurs Junkers Jumo 004B en attendant la livraison des premiers propulseurs Heinkel HeS 011. Les Ta-183 V4 à V14 furent utilisés comme appareils de pré-production A-0, alors que les Ta-183 V15 et V16 étaient utilisés pour les tests statiques. Le vol inaugural du premier appareil était prévu pour mai/juin 1945 et devait valider l’une des deux architectures de la dérive. Le premier appareil de production aurait dû être terminé en octobre 1945. Aucun exemplaire du Ta-183 ne fut terminé car le 8 avril 1945 les troupes britanniques capturaient les usines Focke-Wulf.

## En Argentine
À la fin de la guerre, Kurt Tank s’enfuit en Argentine. Il reprend son étude du Ta 183 pour le compte du gouvernement argentin qui lui donne pour mission de concevoir un avion plus performant que l’IAe Pulqui I, premier jet argentin. Il redessine le Ta 183 pour recevoir le réacteur Rolls-Royce Nene II. L’avion fut fabriqué par les usines Fabrica Militar de Aviones sous le nom d’IAe Pulqui II (en) (Pulqui signifie flèche en langue mapuche).
Mais le gouvernement argentin, touché par la crise économique de 1953 et la chute du gouvernement de Juan Peron en 1955, préféra acheter des North American F-86 Sabre, disponibles à moindre coût après la Guerre de Corée. Cinq exemplaires seulement du Ta 183 - Pulqui II furent donc fabriqués.
Une rumeur (non étayée) veut aussi que les Soviétiques aient fait voler un prototype de Ta 183 équipé d’un Rolls-Royce Nene.

## Description
Le Ta 183 a un fuselage court, l’entrée d’air passe sous le cockpit jusqu’au réacteur Heinkel HeS 011, le premier des 3 prototypes utilisant le Jumo 004B.
Il était prévu dans les premières études d’équiper l’appareil d’un moteur-fusée d’une poussée de 1 000 kg pour les missions d’interception, des réservoirs externes contenant assez de carburant pour 200 secondes de fonctionnement étaient emportés sous les ailes.
La voilure médiane en flèche de 40° était fine, l’âme constituée de deux longerons de duralumin en I renforcés par des brides en acier, forme un cadre rigide fixé au fuselage par un seul boulon.

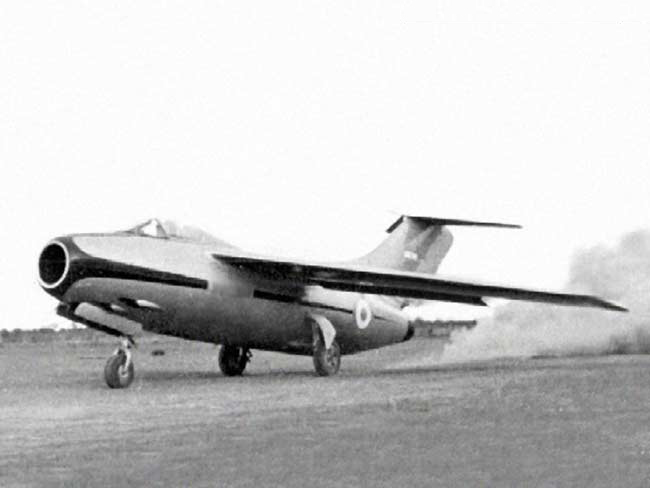
Le Pulqui II

La structure de l’aile était complétée par des nervures traitées à la résine recouvertes par un revêtement de contreplaqué. Chaque panneau d’aile contenait au total 6 réservoirs pour une capacité globale de 1 565 litres. La dérive de grande taille a une flèche de 60°, le plan fixe possédant un important dièdre est monté sur le sommet de la dérive. Le contrôle était assuré par les élevons positionnés sur les ailes, et la dérive était mobile. Le plan fixe n’était utilisable que pour les opérations de trim.
Les volets et le train sont manœuvrés hydrauliquement. Le pilote est installé dans un cockpit pressurisé, surmonté d’une verrière en goutte d’eau autorisant une très bonne vision à 360°.
Quatre canons de 30 mm Mk108 étaient envisagés pour la production en série. Une charge de 500 kg devait pouvoir être emportée, soit une SD ou SC 500, une BT 200, cinq SD ou SC 70 et même une caméra RB 20/30. Ces charges auraient dû être transportées dans une baie semi encastrée dans le fuselage et placée entre les jambes du train. Des points d'attache pour 1 000 kg de charge externe étaient également prévus.